# Pam Tillis
Pour les articles homonymes, voir Tillis.
Pamela Yvonne Tillis (née le 24 juillet 1957) est une chanteuse et actrice de musique country américaine. Elle est la fille du chanteur de musique country Mel Tillis.
À l'origine chanteuse de spectacle à Nashville (Tennessee), Tillis est signée par Warner Bros. Records en 1981, pour lequel elle a sorti neuf singles et un album (qui ne contenait aucun des singles), Above and Beyond the Doll of Cutey. En 1991, elle signe avec Arista Nashville, entrant pour la première fois dans le Top 40 de Hot Country Songs avec "Don't Tell Me What to Do", le premier des cinq singles de son album Put Yourself in My Place. Tillis enregistre cinq autres albums pour Arista Nashville entre cette date et 2001, ainsi qu'un album de ses plus grands succès et 22 autres singles. Après avoir quitté Arista, Tillis sort It's All Relative: Tillis Sings Tillis pour Lucky Dog Records en 2002, ainsi que RhineStoned et l'album de Noël Just in Time for Christmas sur son propre label Stellar Cat en 2007. Ses albums Homeward Looking Angel (1992), Sweetheart's Dance (1994) et Greatest Hits (1997) sont tous certifiés disque de platine par la Recording Industry Association of America (RIAA), tandis que Put Yourself in My Place et All of This Love sont certifiés d'or.
Elle a remporté deux prix majeurs : le Grammy Award de la meilleure collaboration country en 1999 pour la collaboration multi-artistes "Same Old Train", et le prix de la chanteuse de l'année de la Country Music Association en 1992. Tillis est intronisée au Grand Ole Opry en 2000, 9 ans après avoir fait sa première apparition en tant qu'artiste invitée en 1991.

## Enfance et débuts

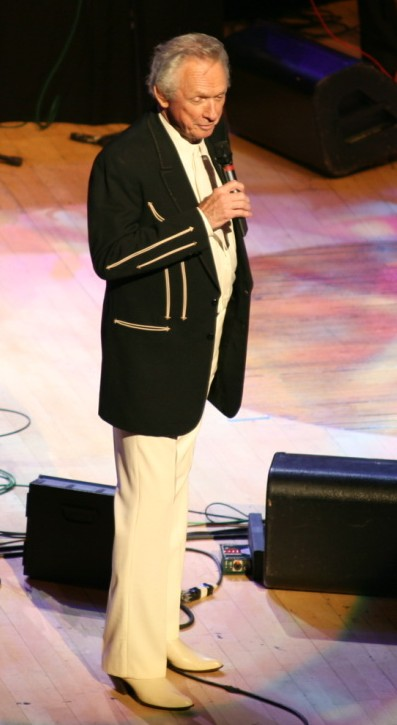
Le père de Pam Tillis, Mel Tillis en 2007

Pamela Yvonne Tillis est née le 24 juillet 1957 du chanteur country Mel Tillis et Doris Tillis. Elle grandit à Nashville . Elle a fait ses débuts au Grand Ole Opry à l'âge de 8 ans, en chantant "Tom Dooley". Elle commence à prendre des leçons de piano à cet âge, et apprend à jouer de la guitare à l'âge de 12 ans.  À 16 ans, elle est blessée dans un accident de voiture et doit subir plusieurs années de chirurgie, y compris la reconstruction faciale,.
Après l'opération, Tillis s'inscrit à l'Université du Tennessee, où elle se produite dans deux groupes différents : un Jug band appelé High Country Swing Band et un duo folk avec Ashley Cleveland. Elle abandonne l'université en 1976 pour travailler à la société d'édition de son père, en écrivant la chanson "The Other Side of the Morning" pour Barbara Fairchild (en). Cette chanson se classera no 72 du Hot Country Songs en 1978. Tillis part ensuite pour la Californie où elle fonde un groupe appelé Freelight, qui jouait du jazz et du rock. De retour à Nashville en 1979, elle fait enregistrer ses chansons par Gloria Gaynor et Chaka Khan.

## Carrière musicale

### 1983–1990:Above and Beyond the Doll of Cutey
Tillis sort son premier single "Every Home Should Have One" en 1981, qui n'est pas classé. Il est suivi par son premier album Above and Beyond the Doll of Cutey en 1983, qui ne produit aucun singles classé. Cet album est produit par Dixie Gamble-Bowen et Jolly Hills Productions, une équipe qui comprenait des musiciens de session Josh Leo et Craig Krampf. Elle entre au Hot Country Songs — à la 71e place —pour la première fois en 1984 avec "Goodbye Highway". Tillis lance sa carrière d'auteure-compositrice-interprète avec Tree Publishing à Nashville. En tant que parolière, Tillis se concentre sur la country contemporaine.

### 1990–92:Put Yourself in My Place
En 1989, Tillis signe avec Arista Nashville. Son premier single avec Arista, "Don't Tell Me What to Do", sort en décembre 1990, atteignant la 5e place des charts country au début de 1991. Il est inclus sur son premier album Put Yourself in My Place, qui est coproduit par Paul Worley et Ed Seay. La piste titre de l'album atteint la 11e place et le dernier single, "Blue Rose Is", atteint la 21e place. L'album est certifié disque d'or par la Recording Industry Association of America (RIAA). Alanna Nash de Entertainment Weekly attribue à l'album une note B +, en disant que cela « montre à quel point elle peut fabriquer du matériel country intelligent et impertinent […] et le vendre avec une présence imposante et à grande voix ».

### 1992–95:Homeward Looking AngelandSweetheart's Dance
En 1992, Homeward Looking Angel produit deux tubes ayant atteint le Top 5 : "Shake the Sugar Tree" et "Let That Pony Run". Sur le premier, Worley incorpore la version démo, chantée par Stephanie Bentley, dans l'enregistrement de Tillis. Ces chansons sont suivies par "Cleopatra, Queen of Denial" (11e place)  et "Do You Know Where Your Man Is" (16e place). Il comprend également un duo avec le chanteur principal de Diamond Rio, Marty Roe, intitulé "Love Is Only Human", et la chanson "We've Tried Everything Else", reprise plus tard par Michelle Wright. Cet album est également certifié disque d'or, atteignant le top 10 duTop Country Albums et le numéro 69 du Billboard 200. Nash lui donne un C +, qualifiant la voix de Tillis de « irritatingly in-your-face ». En 1993, cela lui vaut la première grande récompense de la musique country, remportant le Country Music Association Vocal Event of the Year avec George Jones et ses amis pour "I Do not Need Your Rockin' Chair". L'association la nomme également comme sa meilleure chanteuse en 1994.
Sweetheart's Dance, le quatrième album de Tillis, sort en avril 1994, et atteint la 6e place du Top Country Albums ; il est également certifié platine. Le premier single, "Spilled Perfume" atteint le Top 5 Country en 1994, et sa suite, une reprise de "When You Walk in the Room" de Jackie DeShannon, est 2e. Cette reprise comporte des chœurs de Mary Chapin Carpenter et Kim Richey. Après sort  "Mi Vida Loca (My Crazy Life)", son unique single ayant atteint la 1re place. Le single suivent, "I Was Blown Away", est 16e avant que Tillis ne demande qu'il soit retiré en tant que single, car elle a reçu des appels de fans inquiet après l'Attentat d'Oklahoma City. Il est remplacé par "In Between Dances".

### 1995–1999
À la fin de 1995, Tillis publie All of This Love, qui est certifié disque d'or par la RIAA. Elle produit l'album avec l'ingénieur du son Mike Poole et ses deux titres "Deep Down" et "The River and the Highway" atteignent le Top 10. La piste 14 "It's Lonely Out There", qu'elle a écrit avec son mari d'alors Bob DiPiero et "Betty's Got a Bass Boat", qui passe seulement quatre semaines dans les charts du pays et devient son premier titre sorti chez Arista à ne pas entrer dans le Top 40. Également inclus sur l'album se trouve un reprise de "Mandolin Rain" de Bruce Hornsby. Billboard évalue l'album favorablement, en disant que Tillis « continue à mûrir en tant que chanteuse ». Greatest Hits suit en 1997 et deux singles en sont extraits : "All the Good Ones Are Gone" et "Land of the Living", qui atteignent tous deux le Top 5 en 1997.
En 1998, Tillis sort Every Time, qu'elle produit avec Billy Joe Walker Jr. Son premier single, "I Said a Prayer ", se place numéro 12, tandis que la chanson titre culmine à la 38e place. Jana Pendragon d'Allmusic salue la voix et la sélection de chansons de Tillis, bien qu'elle critique la « surproduction habituelle qui caractérise Nashville dans les années 90 ». Un an plus tard, Tillis atteint le Top 50 avec "After a Kiss" issue de la bande originale du film de 1997, Happy, Texas. Elle est également l'une des artistes invitées sur le single collaboratif "Same Old Train" de l'album multi-artiste Tribute to Tradition, qui a remporté un Grammy Award de la meilleure collaboration country avec chant en 1999.
Tillis devient membre du Grand Ole Opry en 2000. Cette même année, elle chante les chœurs sur le single de Kenny Chesney "I Lost It". Elle apparaît aussi lors de l'émission pour le 75e anniversaire de l'Opry sur CBS, chantant une chanson originale qu'elle a écrite en hommage à Minnie Pearl intitulée "Two Dollar Hat". Elle sort son dernier album avec Arista, Thunder & Roses, en 2001. Sa seule entrée dans les charts est "Please", classé 22e.

### Depuis 2002
En 2002, Tillis est signée par Lucky Dog, filiale de Sony Music Entertainment / Epic Records, et fait ses débuts avec It's All Relative: Tillis Sings Tillis, une collection d’œuvres de son père. En 2007, Tillis lance son propre label, Stellar Cat Records. Son premier album, RhineStoned, sort en avril.
En 2020, Tillis annonce avoir enregistré un nouvel album, son premier disque depuis ReCollection en 2012 et sa première sortie en solo originalz depuis RhineStoned en 2007. Le 28 février 2020, Tillis publie la chanson titre de l'album, "Looking for a Feeling" et révèle que l'album sera publié sur son propre label, Stellar Cat, le 24 avril. L'album comporte 12 pistes, dont six sont co-écrites par Tillis, ainsi qu'une reprise de "Dark Turn of Mind" de Gillian Welch et David Rawlings.

## Vie personnelle
Son père, Mel Tillis, meurt le 19 novembre 2017. Son frère, Mel "Sonny" Tillis Jr., est également chanteur et auteur-compositeur. Il a fait des spectacles hommage à son père, et a co-écrit le single numéro 1 de Jamie O'Neal "When I Think About Angels".

## Discographie
Elle a réalisé de nombreux opus, dont :
- 1983 : Above and Beyond the Doll of Cutey
- 1991 : Put Yourself in My Place
- 1992 : Homeward Looking Angel
- 1994 : Sweetheart's Dance
- 1995 : All of This Love
- 1998 : Every Time
- 2001 : Thunder & Roses
- 2002 : It's All Relative: Tillis Sings Tillis
- 2007 : RhineStoned
- 2007 : Just in Time for Christmas
- 2012 : Recollection
- 2013 : Dos Divas avec Lorrie Morgan
- 2017 : Come See Me and Come Lonely avec Lorrie Morgan
- 2020 : Looking for a Feeling

## Filmographie
Sauf indication contraire, les informations mentionnées dans cette section peuvent être confirmées par la base de données cinématographiques IMDb,  présente dans la section « Liens externes ».

### Filmographie
- 1993 : Nashville Blues (The Thing Called Love) de Peter Bogdanovich : elle-même
- 1993 : La Loi de Los Angeles : Amanda Hopewell (1 épisode)
- 1998 : Diagnostic : Meurtre : Kate Matthews (1 épisode)
- 1998 : Promised Land : Kate Matthews (2 épisodes)
- 2012 : RuPaul's Drag Race : elle-même (1 épisode)
- 2013-2018 : Nashville : elle-même (7 épisodes)
- 2015 : I Am Potential de Zach Meiners : elle-même